# Lucjan Kintopf
Lucjan Kintopf (ur. 12 marca 1898 w Warszawie, zm. 11 grudnia 1979 w Łodzi) – polski artysta plastyk, architekt wnętrz i pedagog.

## Życiorys
Urodził się w rodzinie technika budowy i nadzorcy kolejowego Emila Roberta i jego żony Pauliny z Elsnerów. Po ukończeniu gimnazjum realnego rozpoczął naukę w warszawskiej Szkole Sztuk Zdobniczych przy Muzeum Rzemiosł i Sztuki Stosowanej. W 1918 na ochotnika wstąpił w szeregi Legii Akademickiej, początkowo jako strzelec, a następnie w stopniu sierżanta służył w 36 pułku piechoty. Uczestniczył w walkach o Lwów, podczas których został ranny. 19 marca 1939 został wyróżniony Odznaką Honorową „Orlęta”. Po 1920 powrócił do szkoły i po jej ukończeniu od 1922 nauczał rysunku w Państwowym Instytucie Głuchoniemych i Ociemniałych. Równocześnie od 1923 studiował w Szkole Sztuk Pięknych w Warszawie na Wydziale Architektury u prof. Franciszka Krzywdy-Polkowskiego i na Wydziale Malarstwa u prof. Karola Tichego. Lucjan Kintopf wybrał specjalizację w zakresie tkactwa artystycznego. W 1924 ukończył Państwowe Kursy Pedagogiczne dla Nauczycieli Rysunku i obronił dyplom z zakresu pedagogiki, a w 1929 z Architektury Wnętrz. W latach 1925–1927 opracował metodę polegającą na komponowaniu tkanin dekoracyjnych zapomnianą metodą żakardu. W 1926 należał do grona członków założycieli Spółdzielni Artystów ŁAD, której ideą było stworzenie sztuki użytkowej w stylu narodowym, od 1927 do 1932 był dyrektorem tej Spółdzielni. Od 1928 będąc nadal studentem (ukończył uczelnię w 1929) wykładał na swojej macierzystej uczelni (Szkole Sztuk Pięknych w Warszawie) i w Szkole Sztuk Zdobniczych, w 1930 zakończył pracę w Instytucie Głuchoniemych. Latem 1932 przeszedł przeszkolenie wojskowe, które ukończył 1 września 1932 otrzymując mianowanie na podporucznika rezerwy. Od 1933 przez dwa lata studiował na Wydziale Rzeźby w Państwowym Instytucie Sztuk Teatralnych u Aleksandra Zelwerowicza i Leona Schillera. Od 1934 przez cztery lata jako samodzielny wykładowca wykładał w Szkole Sztuk Pięknych tkactwo żakardowe. W 1936 został ponownie mianowany dyrektorem Spółdzielni Artystów ŁAD i pełnił tę funkcję przez rok. 
W 1938/39 mieszkał w Poznaniu, gdzie został dyrektorem Państwowego Instytutu Sztuk Plastycznych w Poznaniu i gdzie prowadził Pracownię Wnętrz Mieszkalnych na Wydziale Architektury Wnętrz. Był autorem modelu klawiaturowego krosna tkackiego, która prezentowana była na wystawie światowej w Nowym Jorku w 1939 roku.
Po wybuchu II wojny światowej brał udział w tajnym nauczaniu w Warszawie, od 1942 należał do Związku Walki Zbrojnej i Armii Krajowej. Był dowódcą patroli ewakuacyjnych w Wydziale Odbioru Zrzutów przy Komendzie Głównej. Przyjął pseudonim konspiracyjny „Brona”, uczestniczył będąc w randzie kapitana w powstaniu warszawskim. Za odwagę i męstwo został odznaczony Krzyżem Srebrnym Orderu Virtuti Militari. Po upadku powstania dostał się do niewoli, początkowo był osadzony w Oflagu X B Sandbostel, a następnie w Oflagu X C w Lubece. W 1946 powrócił do ojczyzny, został dziekanem i wykładowcą na Wydziale Architektury Wnętrz i Rzeźby poznańskiej PWSSP, wykładał m.in. kompozycję tkanin i architekturę wystawienniczą. Po likwidacji pracowni tkactwa od 1950 do 1955 był profesorem na Wydziale Wzornictwa Przemysłowego w Zakładzie Tkactwa w Państwowej Wyższej Szkole Sztuk Plastycznych w Łodzi, w 1956 powrócił do Poznania, gdzie mieszkał do 1971, a następnie zamieszkał u syna w Łodzi.
Zmarł 11 grudnia 1979 i zgodnie ze swoją wolą został pochowany do grobowca rodzinnego na Cmentarzu Junikowskim w Poznaniu (pole 4-A-28).

## Twórczość
Lucjan Kintopf był utalentowanym plastykiem, specjalistą w dziedzinie tkactwa artystycznego. Zaprojektowane przez niego tkaniny produkowane przez Spółdzielnię Artystów ŁAD były wyróżniane i nagradzane na ok. 150 wystawach w kraju i na świecie. Będąc od 1928 pracownikiem Szkoły Sztuk Pięknych razem z Heleną Bukowską-Szlekys przyczynili się do odrodzenia techniki żakardowej, jednym z pierwszych projektów była tkanina o geometrycznym wzorze w kształcie orłów. Po 1946 będąc dziekanem w PWSSP w Poznaniu przyczynił się do dużych zmian organizacyjnych uczelni, wyodrębniono wówczas Wydział Malarstwa i Grafiki i Wydział Sztuki Wnętrza i Rzeźby.

## Życie prywatne
Żoną Lucjana Kintopfa była Halina Karpińska-Kintopf, z którą miał syna Piotra (ur. 1942).

## Ordery i odznaczenia
- Krzyż Srebrny Orderu Virtuti Militari (1944)
- Krzyż Kawalerski Orderu Odrodzenia Polski (1979)
- Krzyż Walecznych (1943)
- Złoty Krzyż Zasługi (1957)
- Medal 10-lecia Polski Ludowej (28 lutego 1955)[3]
- Odznaka pamiątkowa „Orlęta”